# (2524) Budovicium
(2524) Budovicium (1981 QB1) – planetoida z grupy pasa głównego asteroid okrążająca Słońce w ciągu 5,49 lat w średniej odległości 3,11 j.a. Odkryta 28 sierpnia 1981 roku.